# 瀋山線
瀋山線（しんざんせん）は、中華人民共和国の中国国鉄の鉄道路線。遼寧省瀋陽市と河北省秦皇島市山海関区を連絡する全長439.1kmの路線。

## 概要
1881年に着工した中国で最も古い唐胥線が後に延伸された路線で、満洲国時代は奉山線と呼ばれていた区間である。2006年12月31日に京哈線が秦瀋旅客専用線経由に経路変更されたのに伴い、山海関駅から皇姑屯駅までを瀋山線と改称した。詳しくは京哈線を参照のこと。
東は哈大線、瀋吉線、瀋丹線等と接続、西は津山線と接続する。沿線では大鄭線、高新線、錦承線等と連絡しており、関内外（万里の長城南北）間の主要輸送経路で、瀋山線は貨物輸送量が最も多い路線の一つとなっている。

## 接続路線
- 山海関駅：京哈線、津山線、秦瀋旅客専用線
- 錦州駅：錦承線
- 溝幇子駅：溝海線
- 大虎山駅：大鄭線
- 皇姑屯駅：秦瀋旅客専用線
- 瀋陽駅：瀋大線、瀋吉線、瀋丹線、哈大線